# 英皇院線
英皇院線（英語：Emperor Cinemas），香港和澳門的主要戲院院線之一，亦是香港第三大院線。在2013年成立，首間香港英皇戲院於2017年進駐中環地標娛樂行。現時在香港設有9所影院，共44個銀幕，合共5801座位，截至2025年8月，其院線在香港的市場佔有率約為18%。

## 歷史

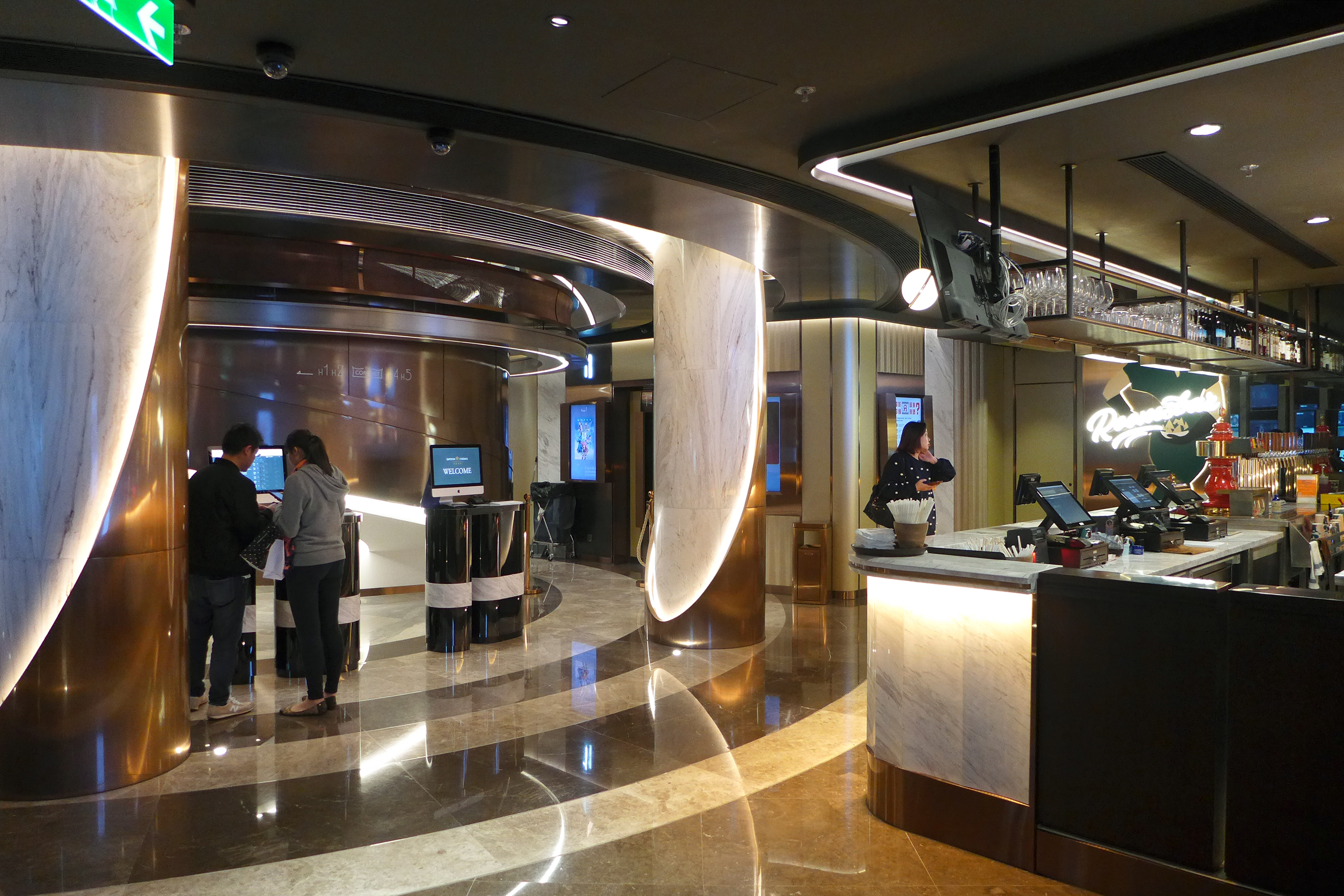
中環娛樂行英皇戲院

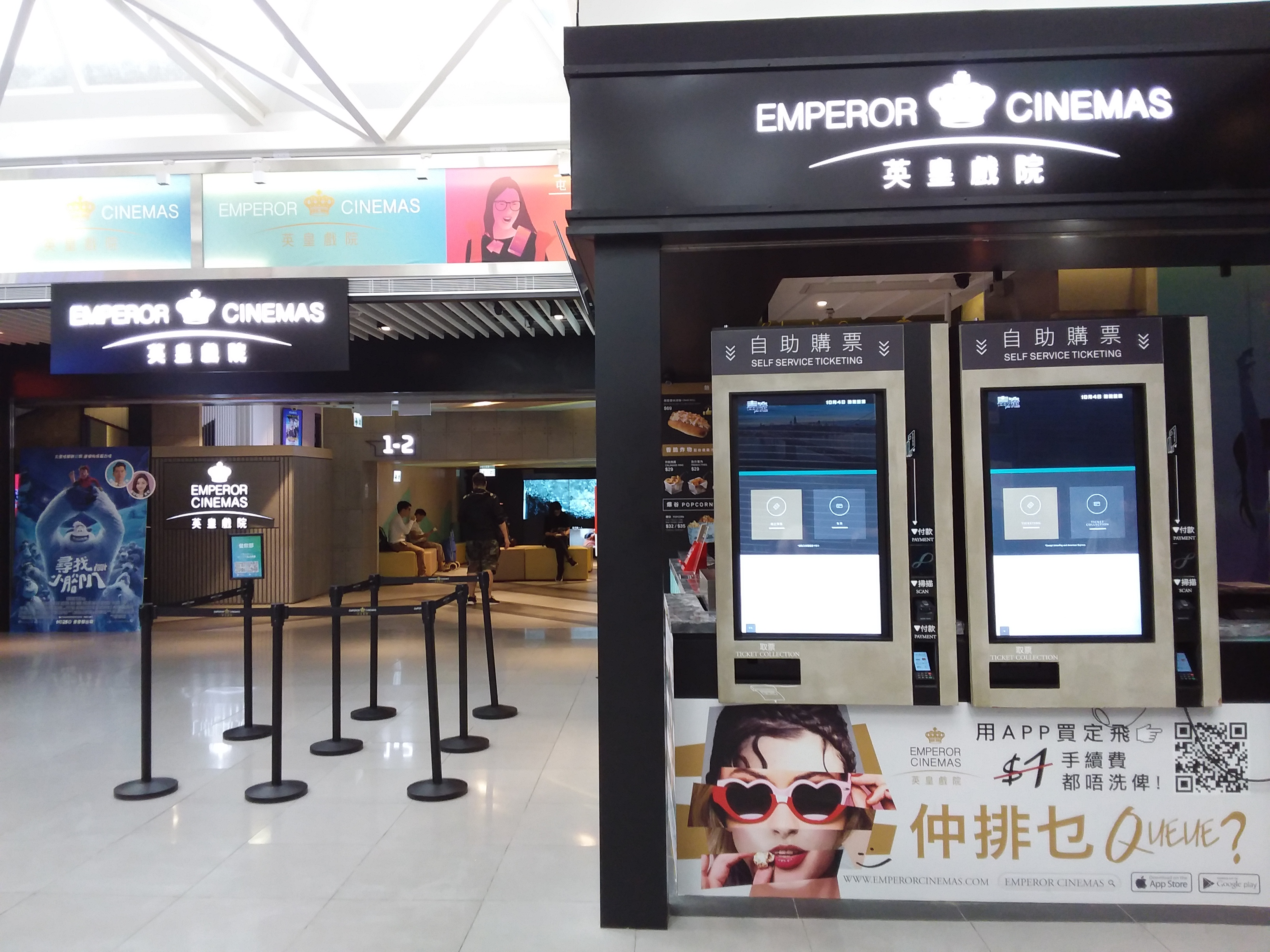
屯門新都商場英皇戲院

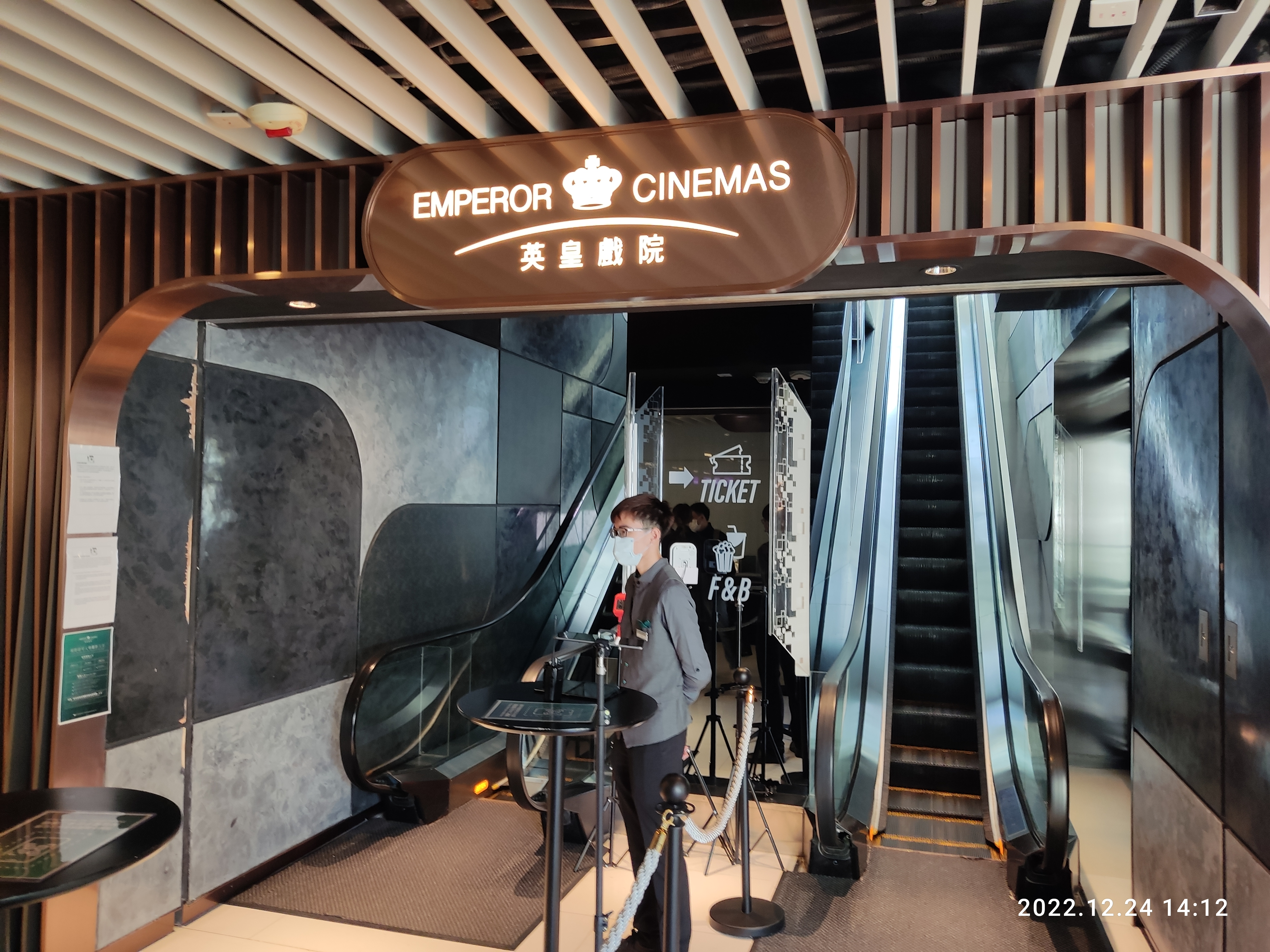
尖沙咀iSquare英皇戲院

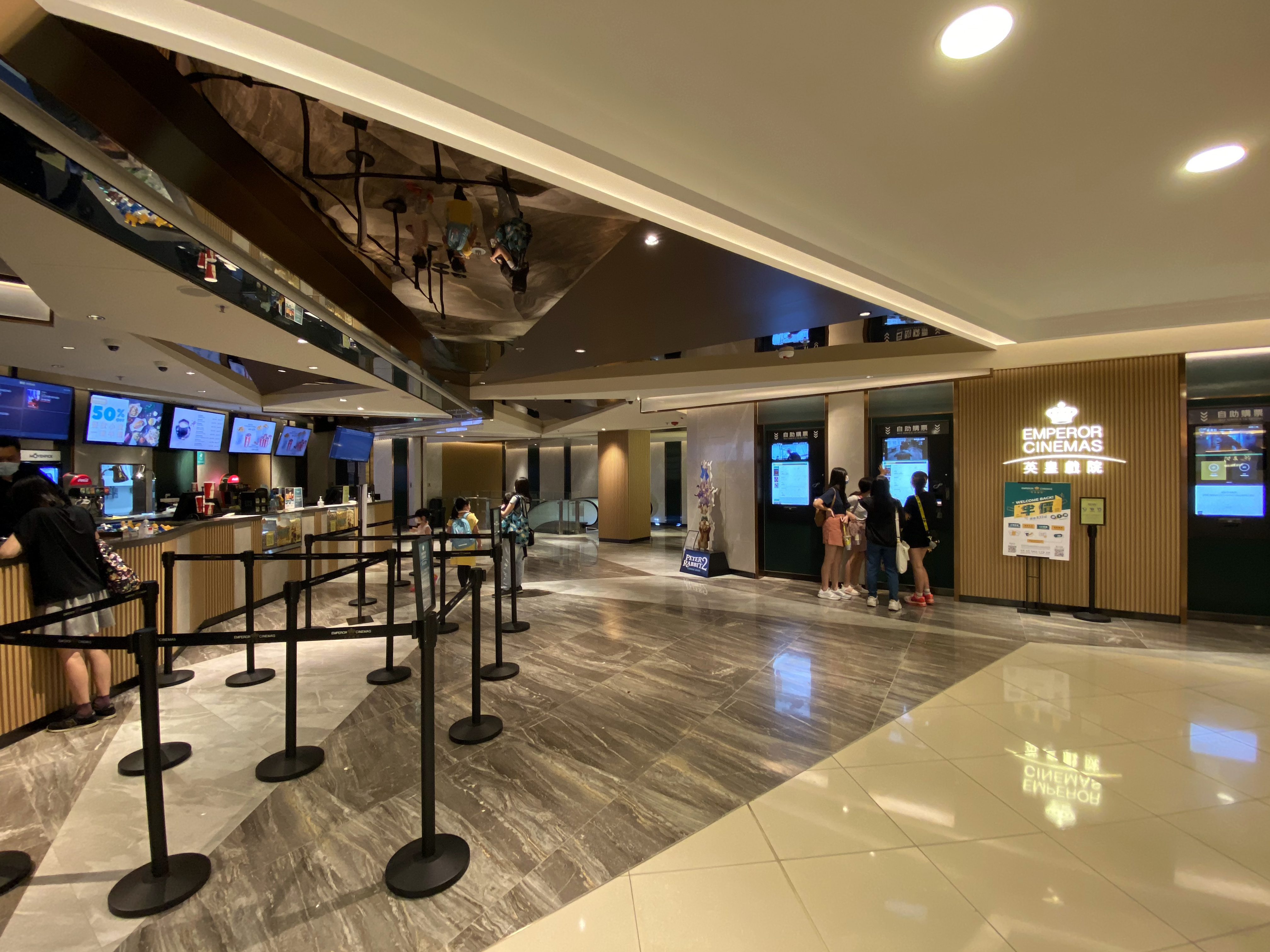
荃灣荃新天地英皇戲院

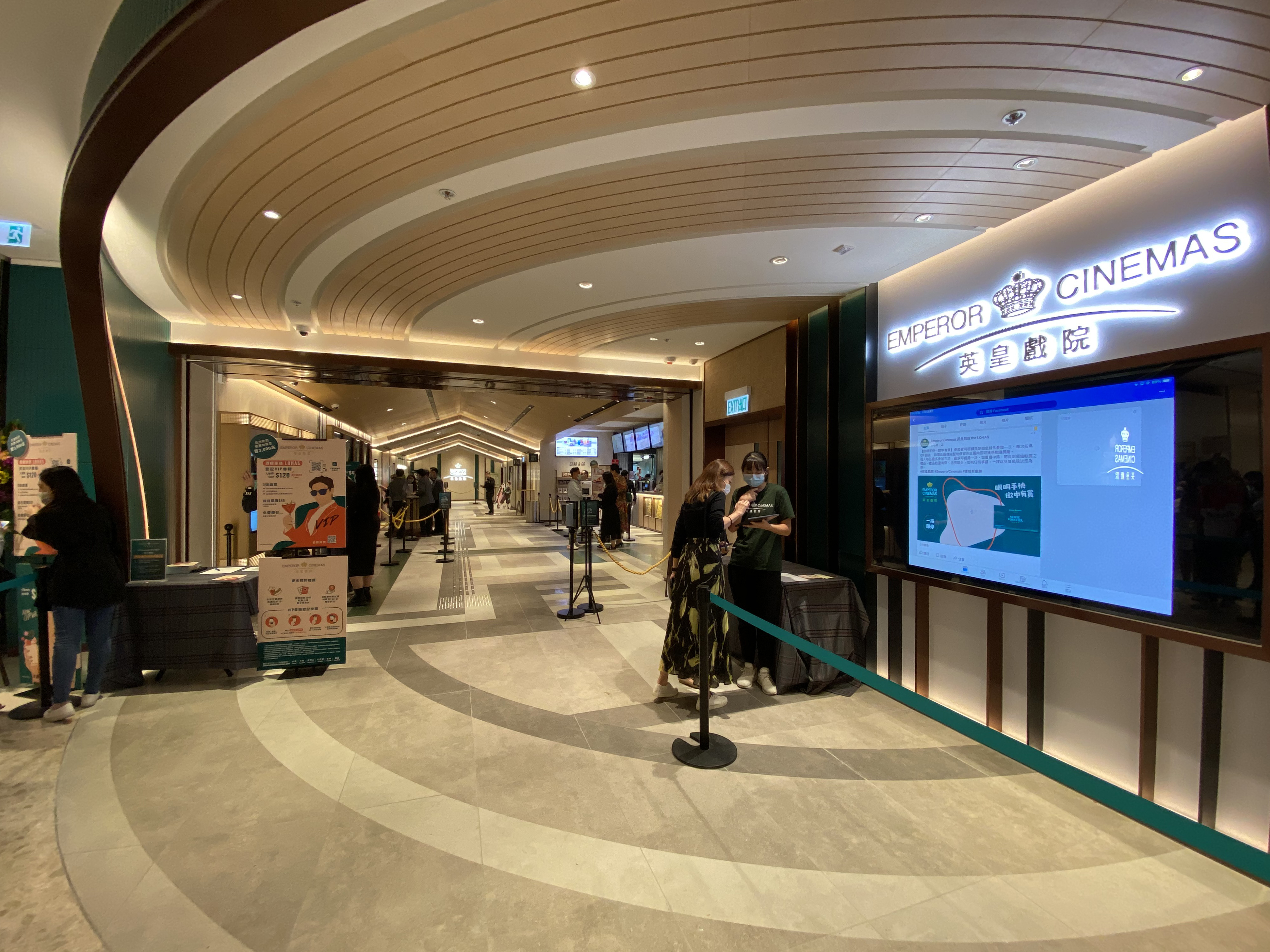
將軍澳THE LOHAS康城英皇戲院

2017年開始在香港投資院線，由楊受成的幼子楊政龍打理，首間戲院位於中環娛樂行，以7,000萬將娛樂行兩層改建為英皇戲院，並配以豪華和先進的配套，有別於一般傳統的戲院。第二間英皇戲院位置在屯門新都大廈。2019年，第三間英皇戲院於馬鞍山新港城中心開業。2019年12月英皇戲院亦於尖沙咀iSQUARE及荃灣荃新天地開業。
2020年新落成第六間戲院，位於將軍澳日出康城商場THE LOHAS。
2021年3月8日，銅鑼灣時代廣場戲院在UA院線因為申請清盤，英皇承租後裝修需時，2021年12月9日開業，首創加入無線充電座椅。
據點包括中環地標娛樂行、銅鑼灣時代廣場、尖沙咀iSQUARE、將軍澳康城、馬鞍山新港城中心、荃灣荃新天地、屯門新都商場。2022年，「英皇影院集團」及「麗新集團MCL 院線」攜手建立《 Emperor Cinemas Plus+ 》及《 MCL Cinemas Plus+ 》全新品牌、透過合資公司形式共同投資及致力合作發展新戲院。首間MCL Cinemas Plus+荷里活廣場於同年7月隆重開幕。
2022年11月21日，英皇文化產業公布，集團持股七成的英皇UA，不再對內地附屬公司英皇娛藝影院（廣東）額外注資，並終止後者的全部7間戲院營運，該7間戲院分布于上海、深圳、成都、佛山及珠海。公告中表示，由于英皇UA“面临自开业以来最艰难的时候与挑战”，且英皇文化产业超过半数的负债来自英皇UA，因而做出终止英皇UA电影城营运的决定。目前其尚營運共17間以「英皇電影城」及「英皇戲院」之獨資戲院，包括內地8間、於香港7間，及分別於澳門及馬來西亞各1間。
2023年7月，英皇影院集團與麗新集團MCL院線攜手合作建立品牌《英皇戲院 Plus+》，戲院位於大圍站上蓋商場圍方。

## 旗下影院

### 中國內地
截至2025年8月，英皇院线在内地共設有8间在营电影院，均以英皇电影城名义营运。
- 合肥：英皇電影城（萬象城店） （包括1間IMAX影廳，2015年12月18日開幕）
- 重慶：英皇電影城（新光天地店）（2017年12月8日開幕），英皇電影城（国金中心店）（2023年8月18日开业）
- 北京 英皇電影城（英皇集團中心店） （包括1間激光IMAX影廳，2018年4月30日開幕）、英皇电影城（三里屯太古里店）（原址为美嘉欢乐影城，包括1間激光IMAX影廳，2024年11月20日开业[6][7]）
- 深圳 英皇電影城（東海繽紛店）（2018年6月5日開幕），英皇電影城（平安金融中心店）（包括1間IMAX影廳，2020年7月24日開幕），英皇電影城（深业上城店）（包括1間CINITY影廳，前身为英皇UA电影城，2023年4月28日開幕）
- 贛州 英皇電影城（杉杉奧萊店）（包括1間IMAX影廳，2019年9月28日開幕）
- 成都 英皇電影城（新光天地店）（包括1間IMAX影廳，2019年12月25日開幕），英皇電影城（悠方店）（前身为英皇UA电影城，2023年6月30日開幕），英皇電影城（ IFS店）（前身为博纳UA影城，包括一间激光IMAX影厅及一间UCINE LED影厅，2024年2月6日开业）
- 长沙 英皇電影城（IFS国金中心店）（2023年3月30日开业）
- 佛山 英皇電影城（岭南站店）（前身为英皇UA电影城，2023年5月30日开业）

### 香港
截至2025年8月，英皇戲院在香港共設有9家戲院，有44個銀幕，合共5801座位。
- 中環娛樂行，設5個影廳（4間獨立影院及1間VIP貴賓影院「The Coronet」），合共提供219個座位，於2017年10月16日開業。
- 屯門新都商場，前身曾是90年代結業的屯門新城戲院，設4個影廳，提供385個座位，並配備Sony 4K SXRD投影系統，於2018年2月14日開業，是英皇院線唯一自置物業的戲院（物業屬於姐妹公司英皇國際）。[8]
- 馬鞍山新港城中心，英皇第三間戲院，前身為馬鞍山戲院，設有4間影廳，合共提供435個座位，2019年7月25日開業[9]。
- 尖沙咀iSQUARE，前身為UA戲院「UA iSQUARE」[10]，佔地約46,000平方尺，設有5間獨立影院，共提供979個座位，2019年12月18日開業。[11]設有IMAX with laser 4K影院，為全香港最大 IMAX with Laser銀幕的IMAX影院。
- 荃灣荃新天地，前身為嘉禾荃新天地戲院，設有5間影廳，共提供687個座位，2019年12月23日開業。[12]
- 將軍澳日出康城商場THE LOHAS，內有6間獨立影院提供883個座位，全部採用4K Laser投影系統及杜比7.1音響，2020年11月1日開業。
- 銅鑼灣時代廣場，前身為UA Cine Times，2021年12月9日開業。[13]5個影廳將合共提供座位917位。
- 大圍圍方，屬英皇戲院Plus+系列，內有6間獨立影院提供912個座位，已於2023年7月22日開業，是全港首間全院配備全新杜比®️ System131 銀幕揚聲器的戲院。[14]
- 黃竹坑港島南岸The Southside商場，屬英皇戲院Plus+系列，設4個影廳，合共提供384個座位，於2024年6月21日開業。[15]

### 澳門
- 澳門葡京人，集IMAX影院及MX4D影院，是澳門首間IMAX with Laser影院和MX4D全感觀影院，設合共9間影院提供約1,241個座位，2021年11月1日開業。

## 已結業影院

#### 中國內地
- 瀋陽 英皇電影城（盛京龍城店）（2020年9月30日開幕，2024年11月15日因商场与影城解约结业，此为英皇院线首次在内地关闭独资电影院）

#### 馬來西亞
- 新山富力廣場（R&F Mall），馬來西亞唯一一間還原香港為主題的戲院，但其後於2022年因经营不善而結業。

## 外部連結
- 英皇戲院